# Водный автобус по каналу Сэнсэп
Водный автобус по каналу Сэнсеп — это водная транспортная система в Бангкоке по каналам Маха Нак и Сэнсэп. Регулярное движение совершают пассажирские лодки двух операторов: компании «Family Transport» и городской  «TTA Chao Praya Express Boat». 

## Историческая линия

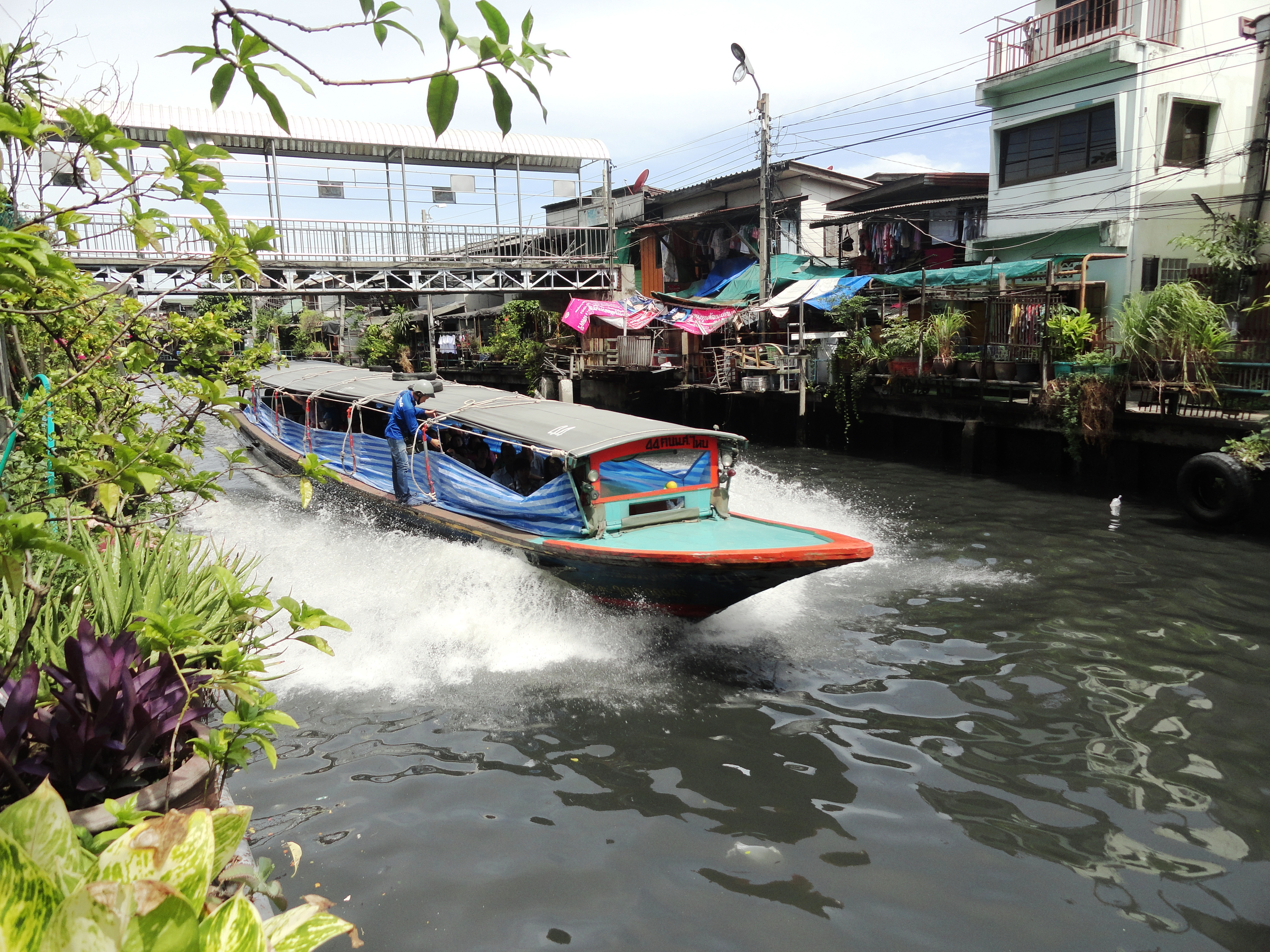
Водный автобус Family Transport

### История
Сервис начал работать в 1990 году. За эти годы оператор услуг не менялся. Однако лодки проходили постоянные модернизации. Всего было произведено 8 модификаций, на основании жалоб и рекомендаций пассажиров. На данный момент полностью модернизированы 16 лодок, внутренние ресурсы компании не позволяют выполнять переоборудование более одной лодки в месяц. Изначально государство не оказывает поддержки этому виду общественного транспорта. И лодки и пирсы содержатся и развиваются за счет компании-оператора.

### Описание

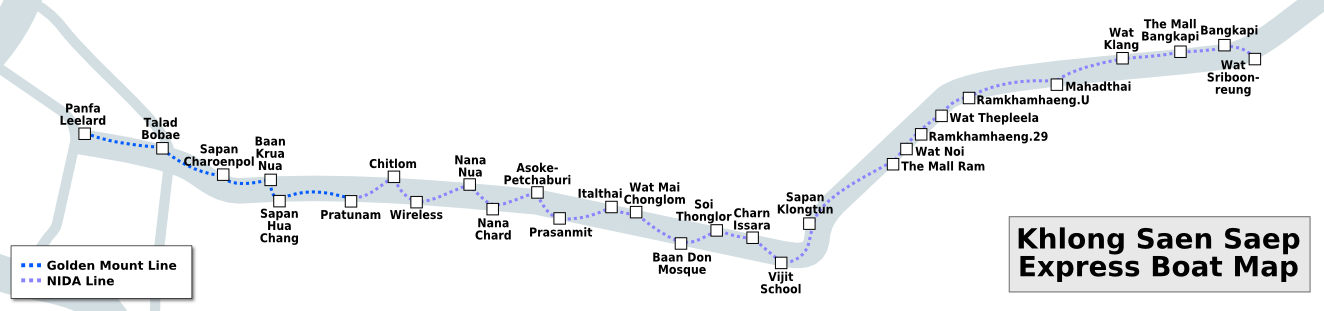

Движение начинается в 5:30 утра и заканчивается в 20:30 по будним дням и в 19:00 по выходным. В день данным видом транспорта пользуются около 60 тыс. человек. Является наиболее быстрым транспортом, соединяющим район Бангкапи и центр города. Продажа билета осуществляется кондукторами и, в зависимости от расстояния, составляет от 10 до 20 бат. К сожалению, точных данных о количестве лодок, действующих на маршруте нет, по одним данным их 100, по другим — 72, причем лишь 60 действуют на постоянной основе.

### Маршруты
Пересадка с линии на линию возможна на станции Pratunam, билет действителен. Суммарная длина пути — 18 километров. Для облегчения пользования сервисом существует приложение SanSaab для устройств на основе iOS от компании Apple, в котором можно рассчитать время пути, стоимость билета, а также ознакомиться с близлежащими автобусными маршрутами и достопримечательностями.

#### Линия «Golden Mount»
- Panfa Leelard
- Talad Bobae
- Saphan Charoenpol
- Ban Krua Nua
- Saphan Hua Chang
- Pratunam

#### Линия «NIDA»
- Pratunam
- Chitlom Pier
- Wireless Pier
- Nana Nua Pier
- Nana Chard Pier
- Asoke/Petchaburi Pier
- Prasanmit Pier
- Itanthai Pier
- Wat Mai Chong Pier
- Surao Ban Don Pier
- Thong Lo Pier
- Khlong Tan Pier
- Charn Issara Pier
- Wichit School Pier
- The Mall Ramkhamhaeng Pier
- Wat Noi Pier
- Soi Ramkhamhaeng 29
- Wat Thepleela
- Ramkhamhaeng University
- Mahadthai
- Wat Klang
- The Mall Bangkapi
- Bang Kapi
- Wat Sri Bunruang

### Недостатки
Данный вид транспорта пользуется неоднозначной репутацией из-за очень грязной воды в канале.

#### Экология
Многие пассажиры лодок вынуждены закрывать лицо руками, чтобы грязная вода не попадала на них. Также вода источает неприятный запах. На лодках установлены специальные матерчатые экраны, которыми пассажиры закрываются от брызг. Если вода попадает на пассажира, множество бактерий в ней могут вызвать различные заболевания. Это связано со сбросом сточных вод в канал.

##### Шумность
Двигатели, используемые компанией издают шум превышающий 100дБ на расстоянии 0,5 метра. Исправлять такую ситуацию планируется установкой новых звукопоглощающих крышек двигателя, что позволит снизить шум до 94,4дБ

##### Выхлопы
С 2010 года компания модернизирует лодки для использования смеси дизеля и сжиженного природного газа. Это позволяет компании получать прибыль в условиях повышения цен на дизельное топливо. По данным контролирующих органов это приводит к увеличению выбросов угарного газа.

#### Безопасность
Наиболее важным изменением с точки зрения безопасности, введенным в начале 2018 года является запрет на вход и выход из лодки через край борта. В центре лодки были установлены ступени для облегчения высадки пассажиров. Также последние версии лодок имеют специальные негорючие вставки из ППУ для повышения плавучести поврежденного судна.

##### Происшествия
Ни одно учреждение не ведет статистику травм на маршруте. Ежемесячно компания оператор оплачивает лечение десятка травм полученных на транспорте.
- 17 мая 2010 года — утонул монах при посадке на лодку
- 25 мая 2012 года — пожар в центре машинного отделения
- 24 декабря 2012 года — утонул билетер, выпав с лодки
- 4 января 2013 года — пассажир утонул во время посадки[7]
- 5 апреля 2013 года — пассажиры получили легкие травмы стоя на пирсе, когда их смыло волной от проходящей лодки[8]
- 17 октября 2013 года — Пассажирское судно затонуло от удара, более 100 человек эвакуированы[7]
- 2016 — взорвался топливный бак из-за утечки топлива, около 60 человек пострадали.
- 2018, ноябрь — утонул билетер, упав с лодки на ходу[1].

##### Причины
Зачастую пассажиры падают в канал из-за того, что водитель не дожидается окончания посадки. Оставшиеся на пирсе вытягивают оступившихся. На слабо загруженных пирсах лодка может не остановиться до конца и пассажиры вынуждены запрыгивать на ходу в лодку. В результате проверок выявилось недостаточное количество спасательных жилетов в лодках, их оказалось всего около 30 на лодку. По исследованиям, проведенным Морским департаментом в 2013 году в будний день зафиксировано превышение допустимого количества пассажиров в лодке, превышение допустимого количества пассажиров на пирсе.

### Развитие
На маршруте по каналам Маханак и Сэнсэп вводится новый стандарт качества обслуживания. Для обеспечения безопасности планируется устанавливать принудительные ограничители скорости с пределом в 20км/ч, планируется расширить сиденья для комфорта пассажиров. Морской департамент ожидает, что 30 лодок будут модернизированы к концу 2019 года.
В результате противоэпидемических мер в 2020 году пассажиропоток стал меньше 10000 человек в день. С целью минимизации убытков были увеличены интервалы движения, отменено движение по выходным и государственным праздникам, однако из-за роста цен на горючее 2020 и 2021 годы компания-оператор закончила с убытками.
В марте 2022 года "Mine Mobility Research" (подразделение "Energy Absolute plc.") и «Family Transport» подписали договор о разработке проекта модернизации маршрутов NIDA и Golden Mount, предусматривающего эксплуатацию электротранспорта. 

## Линия в Минбури
Маршрут начинается от конечной остановки "Wat Sri Bunruang" маршрута «NIDA» компании «Family Transport» и проложен на северо-восток по каналу Сэнсеп до административного центра кхета (района) Минбури. 

### История
К 2021 в администрации Бангкока был утвержден план проекта навигации электротранспорта по каналу Сэнсеп на востоке города. Уже к 14 июня 2021 года были готовы 12 кораблей, тогда же была проведена процедура освящения. Строительство пирсов должно было быть завершено к августу 2021 года, в том же месяце должна быть открыта навигация.
Проект разработан под покровительством Aswin Kwanmuang, мэра Бангкока с 2016 года, в рамках программы по развитию экологичного общественного водного транспорта и сокращения заторов на дорогах. Проект был реализован силами мэрии Бангкока (BMA)  морским департаментом (Marine Department).
В конце февраля 2022 было запущено движение по новому маршруту на канале. 12 электрических судов совершают регулярные рейсы межу Wat Sri Bunruang и Minburi District Office. До августа 2022 года предусмотрен адаптационный период с бесплатным пользованием транспортом.
Оператором линии стало совместное предприятие "TTA Chao Praya Express Boat" в составе инвестиционного фонда "Thoresen Thai Agencies plc." и "Chao Phraya Express Boat". Стоимость контракта на обслуживание составила 1,8 миллионов батов в месяц.

### Маршрут
Путь длиной 10,8км можно преодолеть за 1час с пешей пересадкой между 9 и 10 станциями для преодоления дамбы. На линии Wat Sri Bunruang - Minburi District Office движение начинается  в 5:30 по будням и в 6 утра по выходным и заканчивается в 20:30 по будним дням и в 19:00 по выходным. Интервал движения составляет 30 минут.
1. Wat Si Bun Rueang Pier - ท่าเรือวัดศรีบุญเรือง (пересадка на лодки другого оператора до центра города)
2. Phrommitpittaya School Pier - ท่าเรือโรงเรียนพร้อมมิตรพิทยา
3. Paseo mall Pier - ท่าเรือห้างพาซิโอ (пересадка на другие виды транспорта)
4. Seri Thai 26 Pier - ท่าเรือเสรีไทย 26
5. Khlong Rahas Pier - ท่าเรือคลองระหัส
6. Rom Sai Village Pier - ท่าเรือหมู่บ้านร่มไทร
7. Red Mosque Pier - ท่าเรือสุเหร่าแดง (мечеть)
8. Lolae Yai Community Pier - ท่าเรือชุมชนหลอแหลใหญ่
9. Lower Bang Chan Dam Pier - ท่าเรือประตูน้ำบางชันใต้ (пересадка через дамбу)
10. Upper Bang Chan Dam Pier - ท่าเรือประตูน้ำบางชันเหนือ (пересадка через дамбу)
11. Talat Minburi Pier - ท่าเรือตลาดมีนบุรี (Старый рынок Минбури) (Автовокзал)
12. Khet Minburi Pier - ท่าเรือสำนักงานเขตมีนบุรี (Прокуратура) [14]

Администрация города предполагала что пассажиропоток на начальном этапе должен составить 600 - 1000 человек в день. Однако  в первый месяц сервисом пользовались 400 пассажиров ежедневно. В начале 2023 года рассматривается предложение о прекращении оказания услуг из-за низкой популярности. Даже не бесплатной основе сервисом пользуется не более 400 человек в день. Это обусловлено низкой известностью услуги среди населения близлежащих районов и низкой скоростью передвижения. Весь маршрут занимает около 1 часа без учета времени ожидания судна. 

### Транспорт
Лодка приводится в движение электромотором. Поэтому имеет сниженный уровень шума, не производит выбросов в воду и загрязнения воздуха. Длина судна составляет 12,5 метров, ширина 3,2 метра. Благодаря небольшому размеру и невысокой скорости в 10-15км/ч волны от движения образуются небольшие. В транспортном средстве предусмотрены 40 кресел, 2 места для маломобильных пассажиров, 2 крепления для перевозки велосипедов.
Каждое судно оборудовано системой GPS и видеонаблюдения. Запас хода составляет около 3 часов, полная зарядка возможна за 2 часа. Каждый корабль оснащен двумя навесными моторами и быстросменными батареями, для беспрерывной эксплуатации на маршруте.
Стоимость 1 корабля примерно 8 миллионов батов. Минимальная глубина водоема - 2,6 метра. 

### Перспективы
Предполагается возможность продления маршрута до центра Бангкока.